# Medina del Campo

Localização de Medina del Campo

Medina del Campo ou, na sua forma portuguesa, Medina do Campo é um município da província de Valladolid, na comunidade autónoma de Castela e Leão, na Espanha. Possui área de 153,27 quilômetros quadrados, população de 20 832 habitantes (2007) e densidade populacional de 133,78 habitantes por quilômetro quadrado.

## Demografia
| Variação demográfica do município entre 1991 e 2004 | Variação demográfica do município entre 1991 e 2004 | Variação demográfica do município entre 1991 e 2004 | Variação demográfica do município entre 1991 e 2004 |
| --------------------------------------------------- | --------------------------------------------------- | --------------------------------------------------- | --------------------------------------------------- |
| 1991                                                | 1996                                                | 2001                                                | 2004                                                |
| 19 735                                              | 20 174                                              | 19 907                                              | 20 505                                              |

## Património
- Castelo da Mota,  belo exemplo de construção em tijolo vermelho, cor característica da zona.